# Armageddon (álbum)
Armageddon es el quinto álbum de la banda alemana de folk metal, Equilibrium. El cual fue lanzado el 12 de agosto de 2016 vía Nuclear Blast Records.

## Antecedentes
El 13 de mayo de 2016 Equilibrium reveló los detalles del nuevo álbum y su portada. El guitarrista y letrista de la banda René Berthiaume se encargó de la mezcla, grabación y producción, y la masterización estuvo a cargo de Maor Appelbaum en Los Ángeles, California. Según la discográfica Nuclear Blast: es bastante oscura aunque mantiene los elementos rimbombantes y folk de los discos anteriores.
La portada fue obra de Skadi Rosehurst quien ya había hecho las portadas de los discos anteriores de la banda. René explica: Una vez más Skadi ha creado una maravillosa obra de arte, que captura la atmósfera más oscura de ‘Armageddon’ a la perfección. Al igual que en el disco se pueden descubrir muchos detalles en la portada.

## Lista de canciones
Todas las canciones escritas y compuestas por Equilibrium. 
| N.º   | Título                | Duración |  |
| 1.    | «Sehnsucht»           | 2:58     |  |
| 2.    | «Erwachen»            | 4:33     |  |
| 3.    | «Katharsis»           | 5:11     |  |
| 4.    | «Heimat»              | 4:23     |  |
| 5.    | «Born To Be Epic»     | 4:04     |  |
| 6.    | «Zum Horizont»        | 4:12     |  |
| 7.    | «Rise Again»          | 3:51     |  |
| 8.    | «Prey»                | 4:53     |  |
| 9.    | «Helden»              | 4:35     |  |
| 10.   | «Koyaaniskatsi»       | 4:10     |  |
| 11.   | «Eternal Destination» | 7:21     |  |
| 50:11 |                       |          |  |

## Personal
- Robse: Voz
- Dom: Guitarra líder
- René Berthiaume: Guitarra
- Sode: Teclado
- Hati: batería